# Evans Sakala
Evans Sakala (ur. 10 października 1970) – zambijski piłkarz grający na pozycji pomocnika. W swojej karierze rozegrał 15 meczów i strzelił 1 gola w reprezentacji Zambii.

## Kariera klubowa
W swojej karierze piłkarskiej Sakala grał w południowoafrykańskich klubach Chatsworth Rangers i Manning Rangers.

## Kariera reprezentacyjna
W reprezentacji Zambii Sakala zadebiutował 22 maja 1993 w zremisowanym 1:1 towarzyskim meczu z Malawi, rozegranym w Chingoli. W 1994 roku został powołany do kadry na Puchar Narodów Afryki 1994. Na nim wywalczył z Zambią wicemistrzostwo Afryki. Rozegrał na nim pięć meczów: grupowe ze Sierra Leone (0:0) i z Wybrzeżem Kości Słoniowej (1:0), w ćwierćfinale z Senegalem (1:0, strzelił w nim gola), w półfinale z Mali (4:0) i w finale z Nigerią (1:2). Od 1993 do 1994 rozegrał w kadrze narodowej 15 meczów i strzelił 1 gola.